# 최명훈 (축구 선수)
최명훈(1993년 1월 3일 ~)은 대한민국의 축구 선수이다. 숭실대학교를 졸업했으며, 주 포지션은 미드필더이다. K리그 클래식 수원 FC에서 활약 했었다.

## 축구인 경력
2014년 K리그 클래식 FC 서울에 입단하였으며, 2015년에는 수원 FC로 이적하였다.